# Dorniges Seepferdchen
Das Dornige Seepferdchen (Hippocampus histrix) ist eine Art aus der Gattung der Seepferdchen. Es lebt im westlichen Indopazifik und ist laut der IUCN gefährdet.

## Merkmale

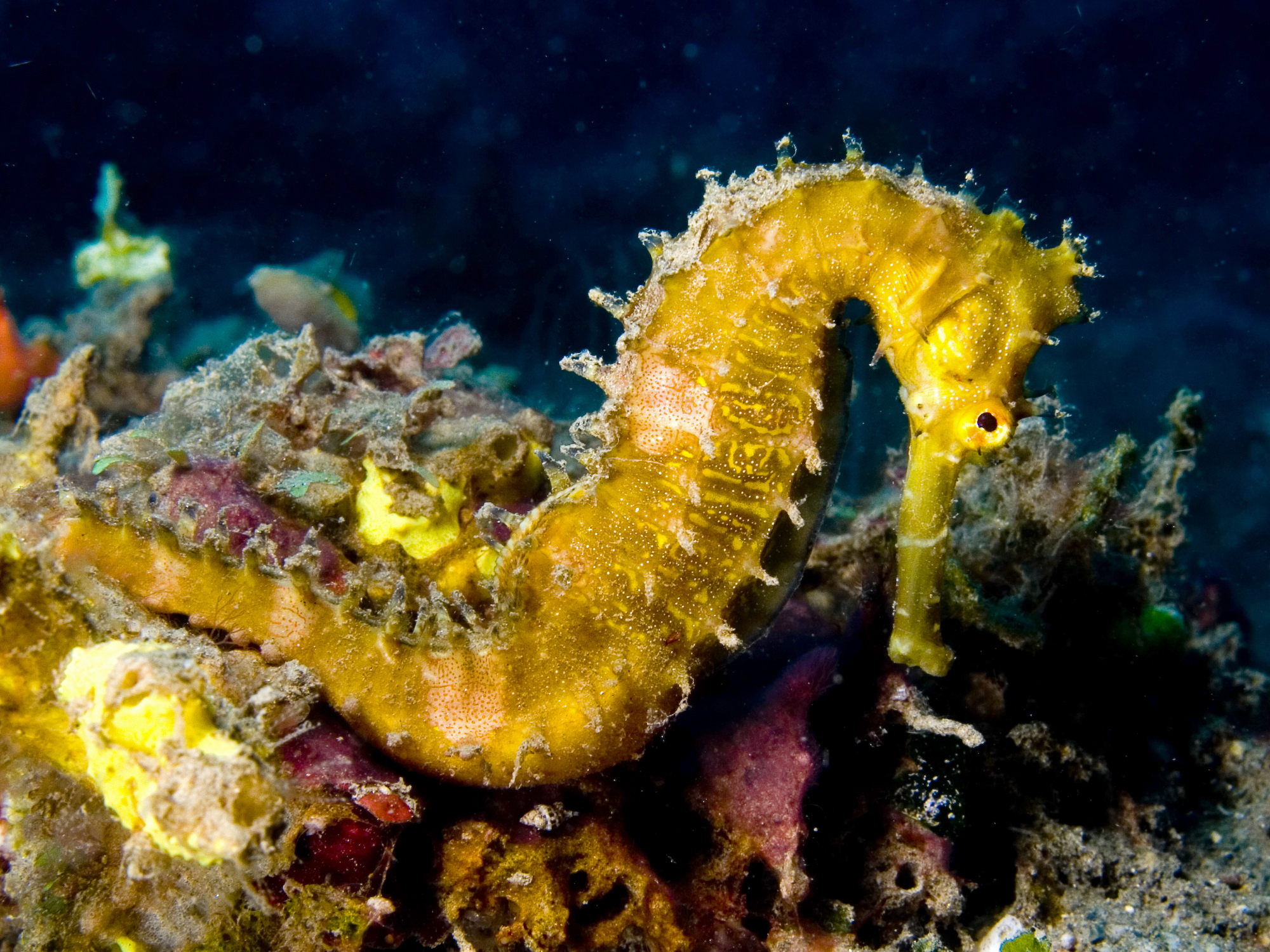
Gelbes Exemplar

Mit für Seepferdchen typischer Körperform besitzen sie keine Schuppen, sondern nur Haut, die über ihren Knochen liegt. Zudem ist ihr gesamter Körper von sehr scharfen und langen Stacheln bedeckt, die an ihren Spitzen schwarz gefärbt sind. Über dem Rumpf bis zu ihrer Krone verteilt befinden sich besonders lange Stacheln. Sie erreichen eine maximale Körperlänge von 17 Zentimetern. Die Knochen sind in Reihen ringförmig um den Rumpf angeordnet und bilden so Knochenplatten und damit einen Hautknochenpanzer, der wie eine Rüstung für das Tier fungiert. Insgesamt besitzen sie elf Knochenringe.
Das Dornige Seepferdchen tritt je nach Umgebung in unterschiedlichen Färbungen auf. Es kann leuchtend gelb, grün oder rot sein. Rötliche Tiere finden sich vor allem in größeren Tiefen. Da Wasser vor allem lange Frequenzbereiche des Lichts absorbiert, ist rotes Licht ab einigen Metern Tiefe nicht mehr vorhanden und die Tiere erscheinen grau. Sie sind meist einheitlich gefärbt und besitzen kleine rote Punkte auf Nacken und Rücken. Oft ist die Schnauze von mehreren feinen weißen Balken gezeichnet. Auffallend ist die lange Schnauze bei jungen und manchmal auch älteren männlichen Exemplaren. Ihr Schwanz dient zum Umwickeln von Gräsern oder auch Artgenossen, dies verankert die Tiere und sie halten sich fest, um nicht weggespült zu werden. Der Schwanz kann nur nach unten bewegt werden.

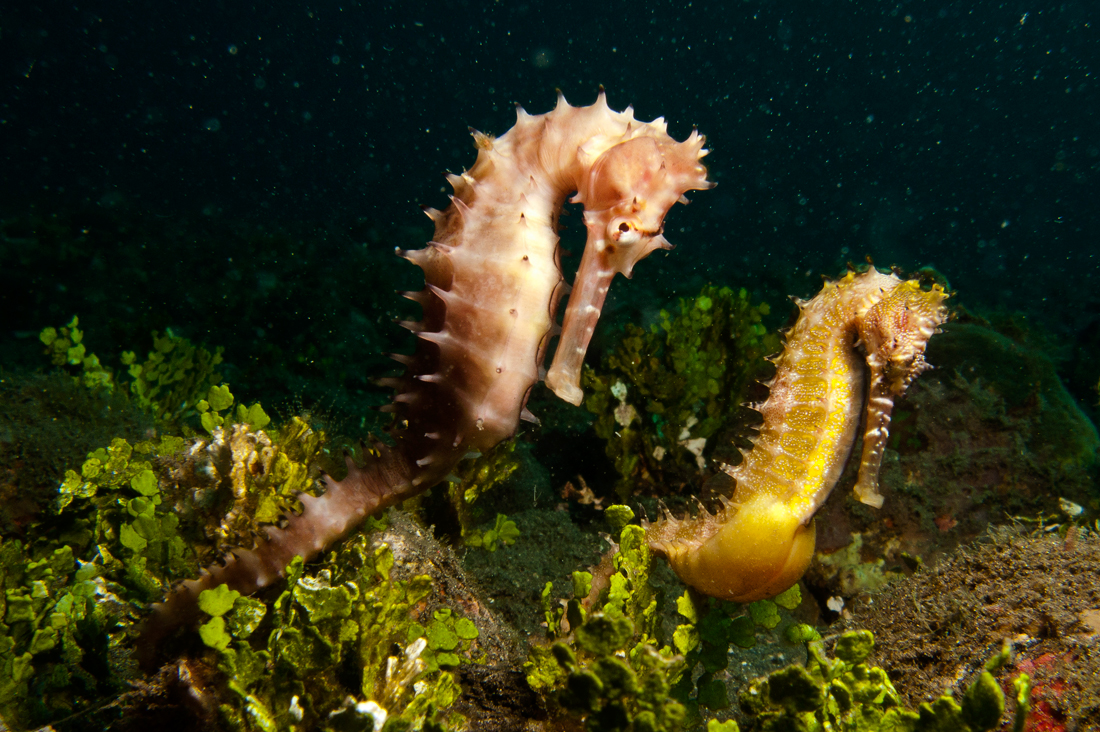
Gelbes und braunes Exemplar
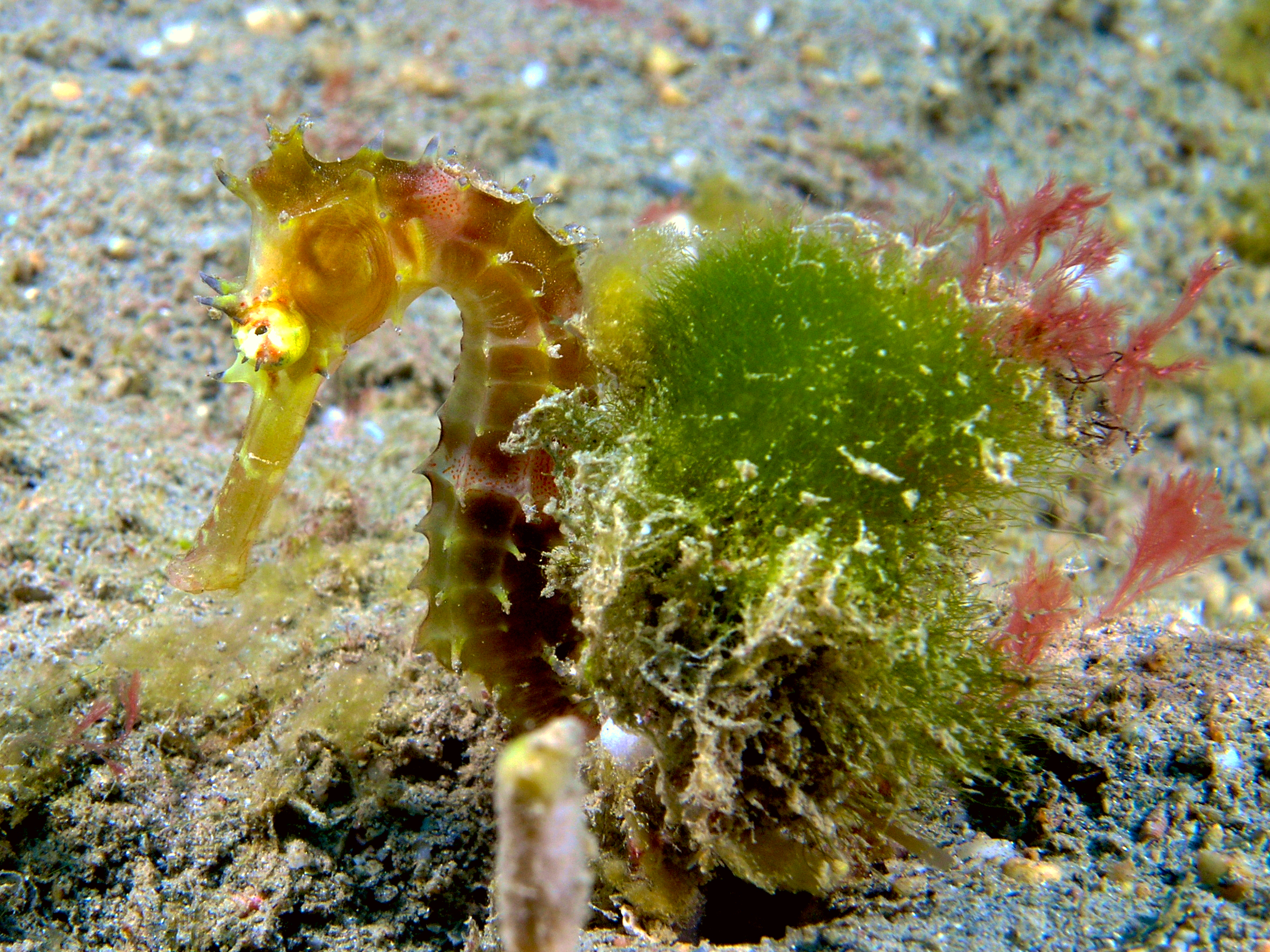
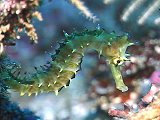
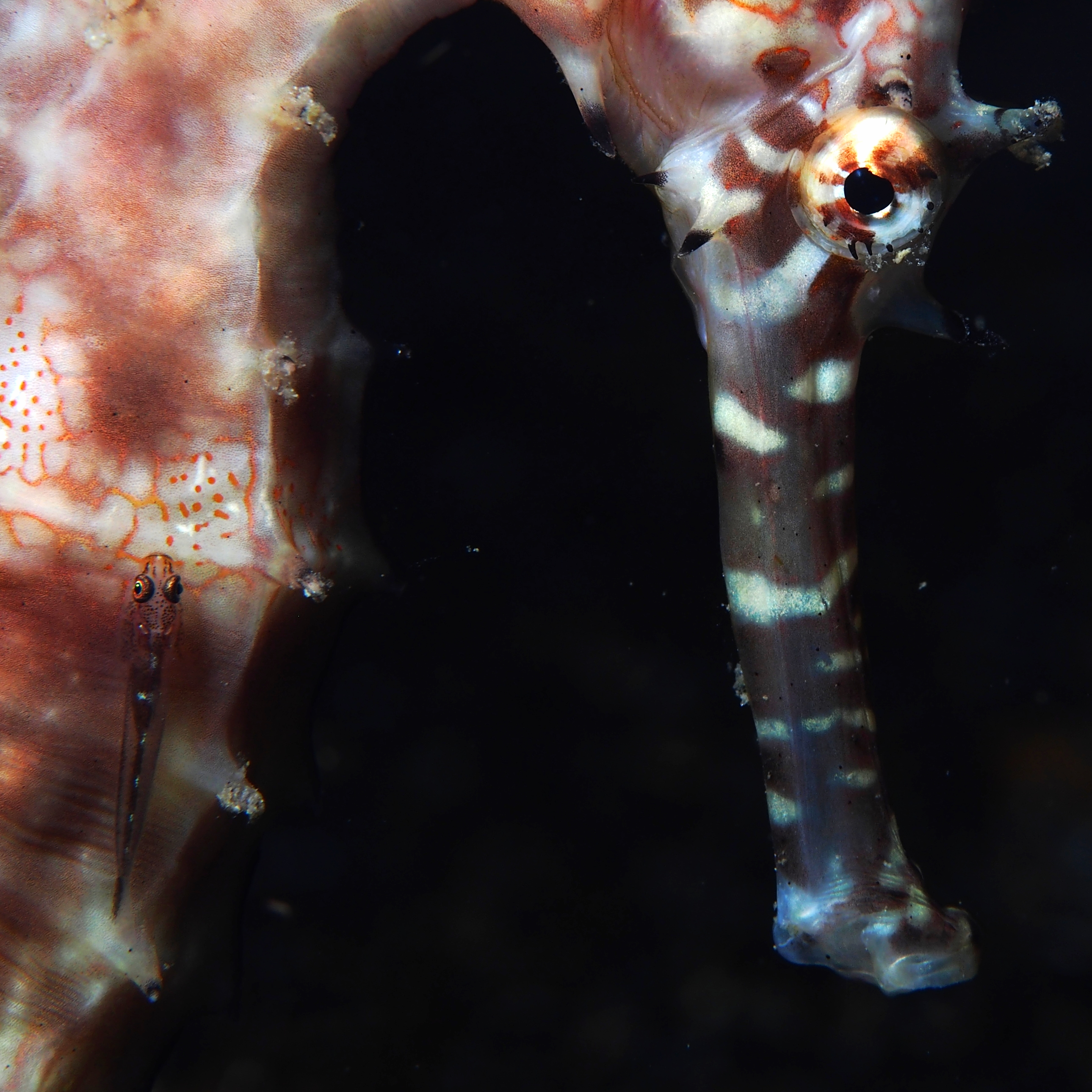
Die Schnauze im Detail

## Verbreitung und Habitat
Dieses Seepferdchen ist im Indopazifik weit verbreitet und kommt von Südostafrika und Madagaskar bis nach Japan, Hawaii und Französisch-Polynesien vor. Es hält sich meist in Meerestiefen zwischen 10 und 40 Metern  auf, kann aber auch tiefer – bis maximal 82 Meter – vorkommen. Manchmal findet es sich auch in flacheren Bereichen, wie zwischen in ca. 10 Metern Tiefe liegendem  Geröll, das von Algen bewachsen ist. Es schwimmt über eine Vielzahl verschiedene Böden, darunter auch felsige Riffe, und man findet es dabei in der Nähe von Schwämmen, Weichkorallen oder in Seegraswiesen. Oft treibt es auch in der Strömung und hält sich dabei an Gegenständen fest.

## Gefährdung
Eine Bedrohung für das Dornige Seepferdchen stellt die Fischerei dar, es wird sowohl gezielt als auch als Beifang im Zuge der Garnelenfischerei gefischt. Letzteres belastet den Bestand besonders. Bereits seit Mitte der 1990er Jahre berichten Fischer und Händler von einem Rückgang der Tiere. Ein weiteres Problem stellt die Verschlechterung der Lebensräume dieser Seepferdchen dar. Aufgrund verschiedener Faktoren wie etwa Sedimentation, Baggerarbeiten und strandnahe Bauten, zerstörerische Fischereipraktiken wie Schleppnetz- und Dynamitverwendung sowie den Klimawandel werden küstennahe Seegrasbestände und Korallen zerstört.
Das Dornige Seepferdchen gehört zu den sechs am häufigsten international gehandelten Seepferdchenarten. Die gesamte Gattung Hippocampus wurde im November 2002 im Anhang II des Washingtoner Artenschutzübereinkommens gelistet. Dies bedeutet, dass der kommerzielle Handel nach einer Unbedenklichkeitsprüfung des Ausfuhrstaates möglich ist. Das Dornige Seepferdchen wird sowohl lebend als auch verarbeitet gehandelt. Lebende Exemplare müssen eine Mindestgröße von 10 Zentimetern aufweisen und werden meist als Aquarienfische gehandelt. Getrocknet und anschließend gemahlen verarbeitet werden diese Fische als Heilmittel und Potenzmittel in der traditionellen chinesischen Medizin gehandelt.
Aus jedem Land, in dem dieses Seepferdchen heimisch ist, wird der Handel gemeldet. Seit der Auflistung im Washingtoner Artenschutzübereinkommen wurden zwischen 2004 und 2010 jährlich ca. 200.000 Exemplare gehandelt. Da aber ein großer Teil des an das Washingtoner Artenschutzübereinkommen gemeldeten Handels nur den Gattungsbereich Hippocampus umfasst, sind diese Zahlen inakkurat. Die genauen Anteile der einzelnen Arten an dem gemeldeten Gattungsfang sind unklar. Zudem werden Seepferdchen mit ähnlichen Merkmalen oft fälschlich als Hippocampus histrix bezeichnet und gehandelt, obwohl sie nicht dieser Art angehören. Wahrscheinlich wird das Handelsvolumen unterschätzt.
Da die Hauptbedrohungen des Dornigen Seepferdchens weiter bestehen und sich teilweise verstärken, wird es in der Rote Liste gefährdeter Arten als gefährdet eingestuft.

## Aquaristik
Grundsätzlich ist das Halten von Hippocampus histrix meldepflichtig, und es ist beim Kauf auf entsprechende Nachweise zu achten. Zudem ist das Halten dieser Seepferdchen anspruchsvoll und sollte daher nur von Experten in Betracht gezogen werden.
Wie bei Seepferdchen üblich sollte auch das Dornige Seepferdchen in einem speziell seepferdchenfreundlichen Becken gehalten werden. Es sollte dem Tier viele Möglichkeiten bieten, sich mit seinem Schwanz an Gegenständen oder Pflanzen festzuhalten beziehungsweise sie zu umklammern. Möglichkeiten bieten etwa Caulerpa, Hornkorallen, Weichkorallen oder feine Keramik. Nesselnde Korallen sollten aufgrund des Nesselgifts unbedingt vermieden werden, die Strömungsgeschwindigkeit nicht zu stark sein und die Beckenhöhe 50 Zentimeter übersteigen. Das Aquarium sollte über 300 Liter fassen und die Wassertemperatur zwischen 22 und 24 °C liegen. Das Dornige Seepferdchen ist sehr anspruchsvoll in Bezug auf die Wasserqualität und benötigt unbedingt Weichkorallen, außerdem darf das Becken nicht zu stark beleuchtet werden. Das Seepferdchen sollte täglich vier- bis sechsmal gefüttert werden, wobei es Lebendfutter bevorzugt, wie etwa Mysis. Wegen der hohen Fütterungsfrequenz sollte man auf einen leistungsstarken Abschäumer achten. Sie sollten zudem paarweise oder in Gruppen gehalten werden. Gruppenhaltung ist auch mit anderen Seenadeln oder Mandarinfischen möglich. Das Dornige Seepferdchen ist anfällig für die Gasblasenkrankheit.

## Belege
1. 1 2 3 4 5 6  Hippocampus histrix in der Roten Liste gefährdeter Arten der IUCN 2018-1. Eingestellt von: Pollom, R., 2017-01-26.
2. 1 2 3 4 5  Hippocampus histrix (Hippocampus histrix). WESO Software GmbH, abgerufen am 23. September 2018.
3. 1 2 3 4  Dianne J. Bray: Thorny Seahorse, Hippocampus histrix Kaup 1856. Fishes of Australia, archiviert vom Original (nicht mehr online verfügbar) am 28. Juli 2018; abgerufen am 23. September 2018 (englisch).  Info: Der Archivlink wurde automatisch eingesetzt und noch nicht geprüft. Bitte prüfe Original- und Archivlink gemäß Anleitung und entferne dann diesen Hinweis.
4. ↑  Rudie H. Kuiter: Seepferdchen: Seenadeln, Fetzenfische und ihre Verwandten. Eugen Ulmer, 2001, ISBN 3-8001-3244-3. Seite 32.
5. ↑  Hippocampus histrix auf Fishbase.org (englisch)